# Resolució 349 del Consell de Seguretat de les Nacions Unides
La Resolució 349 del Consell de Seguretat de les Nacions Unides, fou aprovada el 29 de maig de 1974 després de reafirmar les resolucions prèvies sobre el tema. En observar els esdeveniments recents, el Consell va ampliar l'estacionament a Xipre de la Força de les Nacions Unides pel Manteniment de la Pau a Xipre per un altre període, que acaba el 15 de desembre de 1974. El Consell també va demanar a les parts directament interessades que continuessin actuant amb la màxima restricció i cooperessin plenament amb la força de manteniment de la pau.
La resolució va ser aprovada per 14 vots contra cap, amb una abstenció de la República Popular de la Xina.